# 김해 초선대 마애여래좌상
김해 초선대 마애여래좌상(金海 招仙臺 磨崖如來坐像)은 대한민국 경상남도 김해시 초선대에 있는, 고려시대에 바위에 새긴 마애불이다.
1974년 2월 16일 경상남도의 유형문화재 제78호 초선대 마애불으로 지정되었다가, 2018년 12월 20일 현재의 명칭으로 변경되었다.

## 개요
경상남도 김해시의 초선대(招仙臺) 암벽에 있는 마애불이다. 초선대는 가락국의 거등왕이 칠점산의 선인(仙人)을 초대하여 거문고와 바둑을 즐겼다는 전설이 있는 곳이다. 이러한 전설로 인해 이 마애불은 거등왕의 초상이라고 전해지기도 한다.
민머리에 가늘고 긴 눈, 넓적한 코, 두툼하고 넓은 입술 등이 고려시대 마애불의 지방 양식을 보여준다. 신체를 단순한 선으로 묘사해 양감이 없고 평면적이며, 광배(光背) 역시 선으로 구분해 아무런 무늬없이 소박하다.
전체적인 분위기가 고려시대에 많이 만들어진 거대한 마애불 양식을 잘 보여주는 작품이다.

## 현지 안내문
'신선을 초대한다'는 초선대는 '현자를 청한다'는 초현대라고 불리기도 한다. 《동국여지승람》에는 가락국의 거등왕이 칠점산의 선인을 초대하여 이곳에서 가야금과 바둑을 즐겼다고 한다. 왕이 앉은 연꽃무늬 자리와 바둑판 자국이 남아 있다고 전하지만, 지금은 확인할 길이 없다.
마애불은 초선대의 암벽 끝에 3cm 두께의 선으로 얇게 새겨져 있다. 이 마애불은 거등왕의 초상이라고 전해지고 있으나, 전체적인 형상으로 보아 아미타여래인 듯하다. 아미타여래는 서방의 극락정토 세계에 머물면서 극락세계를 다스리는 부처이다. 그리하여 모든 생명체들이 '아미타불'을 염불하게 되면 극락세계에서 다시 태어나 깨달음을 얻을 수 있다고 한다. 바위에 균열이 있어 명확하지 않지만 머리는 민머리인 것으로 보인다. 가늘고 긴 눈, 넓적한 코, 두툼하고 넓은 입술의 얼굴은 입체감이 없이 묘사되었다. 귀는 그다지 길지 않으며, 목에는 어색하게 세계의 주름이 표현되어 있다. 양쪽어깨에 모두 걸쳐진 옷자락은 몸 전체에서 세로의 물결식 옷주름 선으로 처리되었다. 광배는 새겨져 있으나 아무런 장식무늬 없이 소박하게 처리되어 있다.
이 불상은 전체 높이가 5.1m이고 몸체 높이가 4.3m이다. 경기도 이천의 영월암에 있는 마애여래 입상과 같이 고려시대 거불 양식을 따르고 있다.

## 참고 자료
- 김해 초선대 마애여래좌상 - 국가유산청 국가유산포털